# ラモイル郡 (バーモント州)
ラモイル郡（英: Lamoille County）は、アメリカ合衆国バーモント州の北部に位置する郡である。人口は2万5945人（2020年）。郡庁所在地はハイドパークであり、同郡で人口最大の町はモリスタウンである。

## 歴史
ラモイル郡となった地域は氷河時代には厚さ1マイル (1,600 m) の氷に覆われていた。それが部分的に融けたときにストウ湖ができた。氷が完全に融けると湖の水はラモイル川バレーを通って流れ出た。
2008年、バーモント州は、郡内のベルビデア、イーデン、ハイドパーク、ジョンソン、ウォータービルの町、および隣接するオーリンズ郡とフランクリン郡の8つの町に、1995年から2006年まで行った健康度調査の結果として、ベルビデア山にあったアスベスト鉱山から半径10マイル (16 km) 以内の住人は、通常よりも高い石綿肺症に罹っていたと発表した。州政府と連邦政府はこの問題の検討を続けている。2009年4月、バーモント州健康省は、アスベスト鉱山に関わる死者は全て職業的な暴露が原因だったことが分かったと公表した。この報告書では、鉱山の近くに住む住人は、州内他地域の住人よりもアスベストが原因の病気リスクが高くないとも結論づけている。
2008年、ラモイル郡は州議会で異常に高い権限を持っていた。下院議長にモリスビル出身のシャップ・スミス、下院多数党院内総務にフロイド・ニーズ、上院議員でハイドパーク出身のスーザン・バートレットが予算委員会議長、リチャード・ウェストマンは下院交通委員会の議長で唯一共和党員といった案配だった。

## 地理
アメリカ合衆国国勢調査局に拠れば、郡域全面積は464平方マイル (1,201.8 km2)であり、このうち陸地461平方マイル (1,194.0 km2)、水域は3平方マイル (7.8 km2)で水域率は0.60%である。

### 隣接する郡

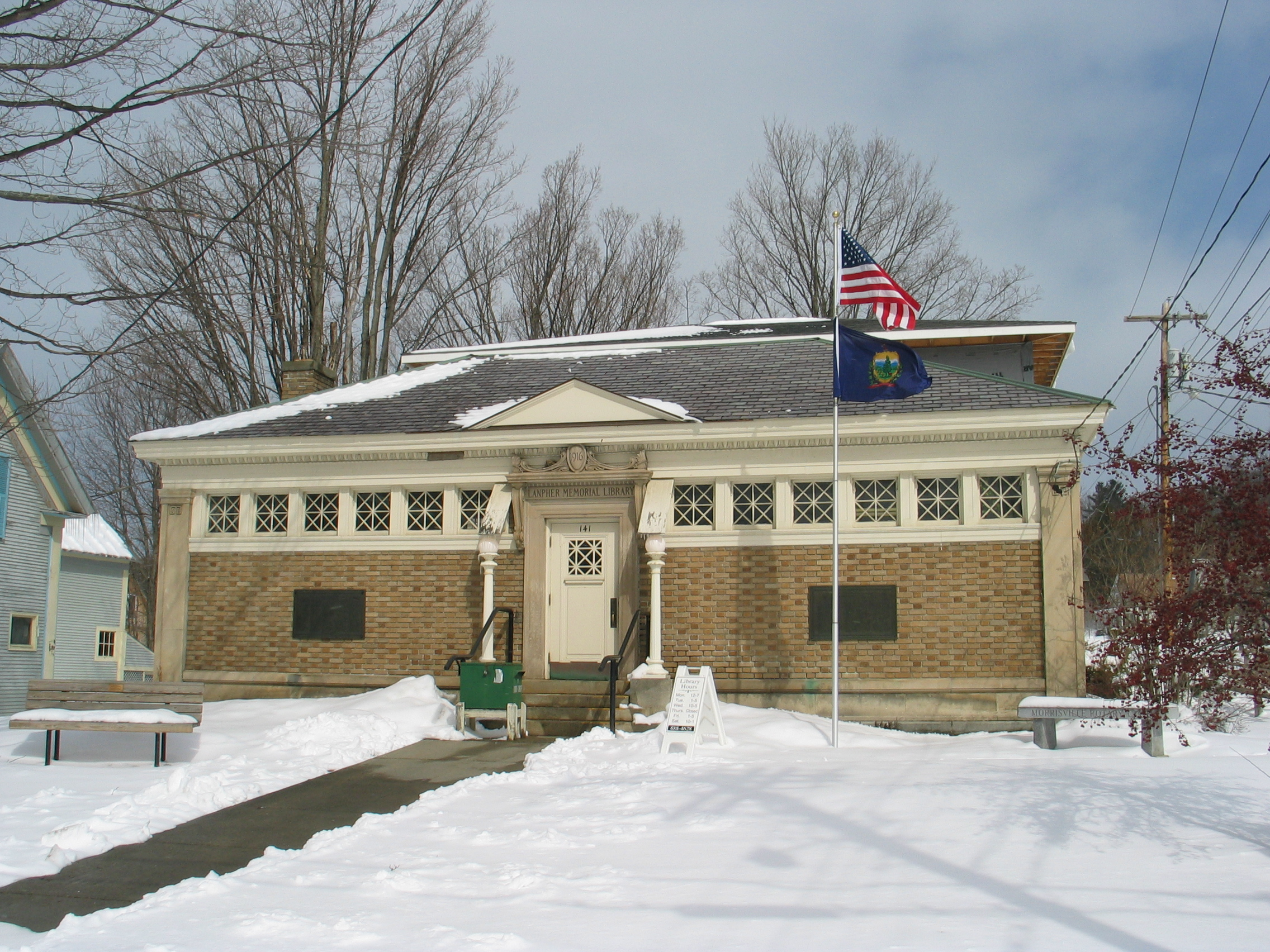
ハイドパーク図書館

- オーリンズ郡 - 北東
- カレドニア郡 - 東
- ワシントン郡 - 南
- チッテンデン郡 - 西
- フランクリン郡 - 北西

## 人口動態
以下は2000年国勢調査による人口統計データである。
| 基礎データ - 人口: 23,233 人 - 世帯数: 9,221 世帯 - 家族数: 5,984 家族 - 人口密度: 19人/km2（50人/mi2） - 住居数: 11,009 軒 - 住居密度: 9軒/km2（24軒/mi2） 人種別人口構成 - 白人: 97.31% - アフリカン・アメリカン: 0.33% - ネイティブ・アメリカン: 0.45% - アジア人: 0.37% - 太平洋諸島系: 0.03% - その他の人種: 0.12% - 混血: 1.39% - ヒスパニック・ラテン系: 0.77% 先祖による構成 - イギリス系：15.7% - アメリカ人：14.5% - アイルランド系：11.8% - フランス系：11.4% - フランス系カナダ人：8.7% - ドイツ系：7.0% - イタリア系：5.2% 言語による構成 - 英語：95.9% - フランス語：2.4% | 年齢別人口構成 - 18歳未満: 24.3% - 18-24歳: 10.0% - 25-44歳: 29.9% - 45-64歳: 24.5% - 65歳以上: 11.4% - 年齢の中央値: 36歳 - 性比（女性100人あたり男性の人口） - 総人口: 100.1 - 18歳以上: 97.3 世帯と家族（対世帯数） - 18歳未満の子供がいる: 32.0% - 結婚・同居している夫婦: 51.4% - 未婚・離婚・死別女性が世帯主: 8.9% - 非家族世帯: 35.1% - 単身世帯: 25.0% - 65歳以上の老人1人暮らし: 8.1% - 平均構成人数 - 世帯: 2.45人 - 家族: 2.94人 収入と家計 - 収入の中央値 - 世帯: 39,356米ドル - 家族: 44,620米ドル - 性別 - 男性: 30,848米ドル - 女性: 24,444米ドル - 人口1人あたり収入: 20,972米ドル - 貧困線以下 - 対人口: 9.6% - 対家族数: 6.4% - 18歳未満: 10.7% - 65歳以上: 8.5% |

## 政治
| 年     | 民主党      | 共和党      |
| ------ | ----------- | ----------- |
| 2012年 | 69.8% 8,371 | 27.9% 3,342 |
| 2008年 | 70.4% 8,914 | 28.4% 3,515 |
| 2004年 | 62.7% 7,636 | 35.0% 4,260 |
| 2000年 | 50.5% 5,676 | 39.6% 4,456 |

## 都市と町
- ベルビデア町
- ケンブリッジ町
  - ジェファーソンビル村
  - ケンブリッジ村
- イーデン町
- エルモア町
- ハイドパーク町 - 郡庁所在地
  - ハイドパーク村
- ジョンソン町
  - ジョンソン村
- モリスタウン町、人口最大の町、商業の中心
  - モリスビル村
- ストウ町
  - モスコー
- ウォータービル町
- ウォルコット町

## 教育
ジョンソン州立カレッジはジョンソンの町にある州立カレッジシステムに属するカレッジである。1828年にジョンソン・アカデミーとして設立された。州立カレッジシステムの中では古いカレッジである。